# Ардашев, Михаил Александрович
Михаил Александрович Ардашев (1 декабря 1919 — 22 марта 1983) — писатель, журналист, более 20 лет работал в газете «Кировская правда».

## Биография
Родился в 1919 году в д. Ворончихины Нолинского уезда Вятской губернии. Отец погиб в том же 1919 году в Гражданскую войну. Русский.
В 14 лет был избран секретарём сельсовета, в 17 лет его, как активного селькора, пригласили на работу в редакцию районной газеты, где, окончил школу рабочей молодежи, он уже в 20 лет работал заместителем редактора Татауровской районной газеты «Татауровский колхозник», в редакции газеты познакомился с Андреем Блиновым и Василием Субботиным.
В 1939 году был призван на срочную службу в РККА, в том же году принят в члены ВКП(б).
Служил в пограничных войсках, был направлен на обучение в Ново-Петергофское военно-политическое училище пограничных и внутренних войск НКВД.
Участник Великой Отечественной войны: летом 1941 году составе курсантов училища оборонял Ленинграда, 23 августа 1941 года был тяжело ранен.
После войны участвовал в ликвидации бандгрупп в Западной Украине и Польше: на 1946 год — старшина, инструктор 104-го пограничного отряда войск НКВД Украинского округа.
Награждён медалями «За оборону Ленинграда» (1942), «За Победу над Германией» (1945), «За боевые заслуги» (1947).
Служил в Закарпатском округе, заочно окончил Львовский университет.
Отслужив в погранвойсках 14 лет в 1953 году вернулся на родину в Киров.
Работал в газете «Кировская правда» — более 20 лет возглавлял сатирический отдел газеты, лучшие его фельетоны вышли сборником «Лишняя дама» (Киров, 1962).
С 1975 года — ответственный секретарь Кировской организации Союза журналистов СССР. Заслуженный работник культуры РСФСР.
Умер в 1983 году в Кирове.

## Творчество
Основной в творчестве М. А. Ардашева стала тема войны. Автор документальных рассказов и книг о войне. Главным делом жизни считал сбор материалов о кировчанах-фронтовиках. Автор-составитель трёх выпусков сборника «Герои Советского Союза — кировчане», а также сборника «Звёзды Славы» (Киров, 1970) о кировчанах-кавалерах ордена Славы всех трёх степеней.